# Пополутово
Пополу́тово — деревня в Муромском районе Владимирской области России, входит в состав Ковардицкого сельского поселения. 

## География
Деревня расположена в 11 км на север от центра поселения села Ковардицы и в 17 км на северо-запад от Мурома. 

## История
Деревня впервые упоминается в окладных книгах Рязанской епархии 1676 года в составе Старо-Котлицкого прихода, в ней было 7 крестьянских дворов.
В конце XIX — начале XX века деревня входила в состав Новокотлицкой волости Муромского уезда, с 1926 года в составе Булатниковской волости. В 1859 году в деревне числилось 23 двора, в 1905 году — 42 двора, в 1926 году — 52 двора.
С 1929 года деревня являлась центром Пополутовского сельсовета Муромского района, с 1940 года в составе — Ново-Котлицкого сельсовета с 1954 года — в составе Михалевского сельсовета, с 1965 года — в составе Зименковского сельсовета, с 1977 года — в составе Савковского сельсовета, с 2005 года — в составе Ковардицкого сельского поселения. 

## Население
| 1859 | 1905 | 1926 | 2002 | 2010 | 2012 | 2021 |
| ---- | ---- | ---- | ---- | ---- | ---- | ---- |
| 157  | ↗232 | ↗278 | ↘8   | ↘7   | ↗23  | ↗27  |